# Peerless Lake
Peerless Lake är en sjö i Kanada.   Den ligger i provinsen Alberta, i den centrala delen av landet, 2 900 km väster om huvudstaden Ottawa. Peerless Lake ligger 687 meter över havet. Arean är 83 kvadratkilometer. Den sträcker sig 15,8 kilometer i nord-sydlig riktning, och 10,1 kilometer i öst-västlig riktning.
I omgivningarna runt Peerless Lake växer i huvudsak blandskog. Trakten runt Peerless Lake är nära nog obefolkad, med mindre än två invånare per kvadratkilometer.